# Chi Rắn rồng
Chi Rắn rồng (danh pháp khoa học: Sibynophis) là một chi trong họ Rắn nước (Colubridae), được tìm thấy chủ yếu tại Nam Á và Đông Nam Á. Cùng với Scaphiodontophis hợp thành phân họ Sibynophiinae.

## Các loài
Chín loài dưới đây được công nhận.
- Sibynophis bistrigatus (Günther, 1868): Myanmar, Ấn Độ (quần đảo Nicobar).
- Sibynophis bivittatus (Boulenger, 1894): Philippines (Busuanga, Culion, Palawan).
- Sibynophis chinensis (Günther, 1889): Việt Nam, nam Trung Quốc, Đài Loan.
- Sibynophis collaris (Gray, 1853): Ấn Độ, Nepal, Bhutan, Myanmar, Thái Lan, Lào, Việt Nam, Tây Malaysia, tây nam Trung Quốc, Đài Loan và có thể có ở Campuchia.
- Sibynophis geminatus (H. Boie, 1826): Thái Lan, Malaysia, Indonesia, Philippines (quần đảo Sulu).
- Sibynophis melanocephalus (Gray, 1835): Indonesia, Malaysia, Singapore, nam Thái Lan, Việt Nam.
- Sibynophis sagittarius (Cantor, 1839): Trung và đông bắc Ấn Độ, Nepal, Bhutan, Pakistan.
- Sibynophis subpunctatus (A.M.C. Duméril, Bibron, & A.H.A. Duméril, 1854): Ấn Độ, Sri Lanka.
- Sibynophis triangularis Taylor, 1965: Thái Lan, Campuchia.